# Рагнхейдюр Йоунсдоуттир
Рагнхейдур Йоунсдоуттир (исл. Ragnheiður Jónsdóttir; 1646—1715) — исландская швея и общественная деятельница.
Одна из двенадцати детей священника Йоуна Арасона, служившего в Ватнсфьёрдуре. Уже в юности обучилась швейному делу, в дальнейшем активно участвуя в обучении нового поколения исландок. Этому способствовал её брак поочерёдно с двумя лютеранскими епископами Хоулара — Гисли Торлаукссоном и Эйнаром Торстейнссоном. Ещё одной её заслугой была организация (вместе с первым мужем) постройки деревянной часовни в Грёфе на полуострове Скаги, служившей местом захоронения жён хоуларских епископов и непосредственно построенной известным резчиком по дереву Гвюдмюндюром Гвюдмюндссоном.
Несмотря на малочисленность известий о её биографии, Рагнхейдур Йоунсдоуттир была в 1986 году избрана Центральным банком Исландии как символ исландских женщин и их вклада в национальную культуру, и её портрет был помещён на банкноту номиналом в 5000 крон. В этом решении большую роль сыграла Вигдис Финнбогадоуттир, в то время занимавшая пост президента страны и ставшая первой женщиной-президентом не только в Исландии, но и во всей Европе.